# Olmotonyi
Olmotonyi ist ein Verwaltungsbezirk (Ward) des Distrikts Arusha in der tansanischen Region Arusha.

## Geografie
Olmotonyi liegt im Norden von Tansania. Er ist ein Vorort im Norden von Arusha, der bereits leicht zum Mount Meru nach Nordosten ansteigt. Im Westen reicht der Bezirk bis zur Nationalstraße T2, die von Arusha nach Norden bis Namanga, dem Grenzort in Kenia führt. Das größte Gewässer ist der Fluss Olmotonyi, der am Westhang des Mount Meru entspringt.
Bei der Volkszählung 2022 lebten hier 13.345 Menschen in 3758 Haushalten.

## Gliederung
Der Bezirk besteht aus drei Stadtteilen (Mtaa):
- Ngaramtoni
- Olmotonyi
- Emaoi

## Wirtschaft und Infrastruktur
- Gesundheit: Im Bezirk liegen drei Apotheken, zwei staatliche[5][6] und eine private.[7]
- Bildung: Die wichtigste Ausbildungsstätte des Bezirks ist das Forestry Training Institute Olmotonyi. Es wurde 1937 als African Forest Rangers School, Olmotonyi gegründet und wird vom Ministerium für Umwelt und Tourismus geführt und bietet diplomierte Ausbildungen in Forstwirtschaft und Landschaftsgestaltung an.[8]